# Zoraida boulardi
Zoraida boulardi är en insektsart som beskrevs av Synave 1973. Zoraida boulardi ingår i släktet Zoraida och familjen Derbidae. Inga underarter finns listade i Catalogue of Life.